# Lubarci
Lubarci (ukr. Любарці, hist. pol. Lubarce) – wieś na Ukrainie, w obwodzie kijowskim, w rejonie boryspolskim, w hromadzie Boryspol. W 2001 liczyła 2118 mieszkańców, spośród których 2077 wskazało jako ojczysty język ukraiński, a 41 rosyjski.